# Woodsia rosthorniana
Woodsia rosthorniana är en hällebräkenväxtart som beskrevs av Friedrich Ludwig Diels. Woodsia rosthorniana ingår i släktet Woodsia och familjen Woodsiaceae. Inga underarter finns listade.